# Esterhazya caesarea
Esterhazya caesarea là loài thực vật có hoa thuộc họ Cỏ chổi. Loài này được (Cham. & Schltdl.) V.C.Souza mô tả khoa học đầu tiên năm 2001.